# 破産廃止
破産手続廃止（破産廃止）（はさんてつづきはいし）とは、破産手続の終了原因の1つである。
他の終了原因としては、破産手続終結決定（破産法220条、配当 が行われた場合。以下、本項では単に「法」と略記する。）や再生計画認可決定の確定等、破産に優先する手続きが行われた場合が挙げられる。
破産手続廃止は大きくは債権者の同意による同意廃止と破産財団の不足による廃止に分かれる。
財団不足による廃止は更に、破産手続開始決定と「同時に」廃止決定が行われる同時廃止と、破産手続開始決定「後に」廃止決定が行われる異時廃止に分かれる。
なお、手続費用を支弁するに足りる金額が予納された場合、廃止は行われない（法216条2項、217条3項）。

## 同時廃止

### 要件
法216条1項は、「破産財団を以て破産手続きの費用を支弁するのに不足する時」に同時廃止を行うものと規定している。
ここに言う「破産財団」は、現に破産者の手元にある財産のみならず、過払い金返還請求権を始めとする未収債権や、破産管財人が否認権行使によって回収すべき財産等も含まれる。
そのため、同時廃止手続きは破産手続費用、主に破産管財人の報酬の負担を免れ破産者にとってメリットが有る反面、管財人による財産調査がなされないままに破産手続が終結してしまい、破産者による財産の隠匿等が見過ごされる可能性がある。
実務上は後述の少額管財手続きにおける予納金の最低金額が20万円程度であること等から①現金を含む、換価した場合の価値が20万円を超える財産を有していないことが明らかであり②免責不許可事由（法252条1項各号）が存在しないか、存在しても不許可事由が軽微であり、裁量免責（法252条2項）を受けることが明らかである場合に同時廃止決定がなされる。

### 意義及び効果
破産手続開始決定と「同時に」破産手続廃止の決定を行い、破産管財人が選任されることなく破産手続きが終了する（法216条）。
破産者に同時廃止手続の申立権はなく、裁判所が職権で決定する。
同時廃止決定に対しては即時抗告が可能であるが、執行停止の効力はない（法216条4項・5項）。

### 同時廃止事件の増加と、少額管財手続
上述の通り、破産管財人による調査を経ない同時廃止手続きは、破産手続きの終了原因としては例外的なものに位置づけられる、比較法的にも特異な制度であるとされる。
しかし、多重債務問題が本格化した平成初期以降、その解決策として低廉な費用と簡素な手続きで終了する同時廃止手続きが注目されるようになり、同時廃止が破産申立事件の過半数を超えるに至った。
ただし、平成20年（2008年）頃からは少額管財手続きの定着等の影響により同時廃止手続が破産の主流を占める事態は解消されるに至った。

## 異時廃止

### 要件
破産財団を以て破産手続の費用を支弁するに不足することである（法217条1項）。
ここにいう「破産財団」も、同時廃止の場合と同様、現実に存在している破産財団に限られない。
開始決定時点で破産財団から費用が支弁できないことが明らかである場合同時廃止となるため、異時廃止がなされるのは財産の存否が不明であるため調査を行うこととしたが、結局財産が存在しなかった場合や開始決定時には存在すると予想されていた財産が存在しなかった場合などである。
決定にあたっては債権者集会において債権者の意見を聴くか、それに代えて書面による意見聴取が必要である(法217条2項・3項)。

### 意義
破産手続開始決定「後」に破産手続きが廃止されることから、異時廃止ないし事後廃止と呼ばれる。
破産管財人の申立ないし、裁判所の職権により廃止決定が行われる(法217条1項)。

## 同意廃止

### 要件
①債権届出の期間内に届出をした破産債権者全員の同意を得ている、もしくは②同意をしない破産債権者がいる場合に当該破産債権者に対して裁判所が相当と認める担保を供している破産者より、破産廃止の申立てがあることである（法218条1項）。ただし、同条2項により、未確定の破産債権者は同意を得る対象に含まれないことがある。
法人である破産者が同意廃止の申立てをするには、定款その他の基本約款の変更に関する規定に従い、あらかじめ、当該法人を継続する手続をしなければならない（破産法219条第1項）。
破産手続開始決定により法人は基本的に解散することになるため継続の手続きを取らない場合同意廃止を行うことが無意味となるからとされる。
また、破産者が免責申立をも行っている場合には同意廃止の申立はできない（破産法218条6項）。

### 意義及び効果
同意廃止における破産債権者の同意は、破産手続きの続行を求める利益を放棄する旨の意思表示と解される。
そのため、破産債権者が破産手続きの続行を求めない場合に破産手続きを終了させる規定である。
裁判所は同意廃止の申立てがあったときはその旨を公告しなければならない（法218条3項）。
届出をした破産債権者は同意廃止の申立てがあった旨の公告が効力を生じた日から起算して2週間以内に裁判所に対し同意廃止の申立てについて意見を述べることができる（法218条4項）。
裁判所は同意廃止の申立てによる破産手続廃止決定をしたときは直ちにその主文及び理由の要旨を公告し、かつその裁判書を破産者及び破産管財人に送達しなければならない。棄却した場合にはその裁判書を破産者に送達しなければならない。この破産手続廃止決定、棄却の決定に対しては即時抗告ができる。破産手続廃止決定を取り消す決定が確定したときは破産裁判所はその旨を直ちに公告しなければならない（破産法第218条第4項）。
破産手続廃止の決定は確定しないとその効力は生じない（法218条4項）。
また、同意廃止が確定した場合、破産者は当然に復権する（法252条1項2号)。